# Worthington Springs
Worthington Springs és una població dels Estats Units a l'estat de Florida. Segons el cens del 2000 tenia 193 habitants.

## Demografia
Segons el cens del 2000, Worthington Springs tenia 193 habitants, 70 habitatges, i 52 famílies. La densitat de població era de 207 habitants/km².
Dels 70 habitatges en un 40% hi vivien nens de menys de 18 anys, en un 52,9% hi vivien parelles casades, en un 18,6% dones solteres, i en un 25,7% no eren unitats familiars. En el 20% dels habitatges hi vivien persones soles el 7,1% de les quals corresponia a persones de 65 anys o més que vivien soles. El nombre mitjà de persones vivint en cada habitatge era de 2,76 i el nombre mitjà de persones que vivien en cada família era de 3,08.
Per edats la població es repartia de la següent manera: un 31,6% tenia menys de 18 anys, un 11,4% entre 18 i 24, un 26,4% entre 25 i 44, un 19,2% de 45 a 60 i un 11,4% 65 anys o més.
L'edat mediana era de 32 anys. Per cada 100 dones de 18 o més anys hi havia 91,3 homes.
La renda mediana per habitatge era de 25.625 $ i la renda mediana per família de 27.083 $. Els homes tenien una renda mediana de 26.458 $ mentre que les dones 14.750 $. La renda per capita de la població era de 14.031 $. Entorn del 21,4% de les famílies i el 22,3% de la població estaven per davall del llindar de pobresa.

## Poblacions més properes
El següent diagrama mostra les poblacions més properes.